# 平和町 (高雄市)

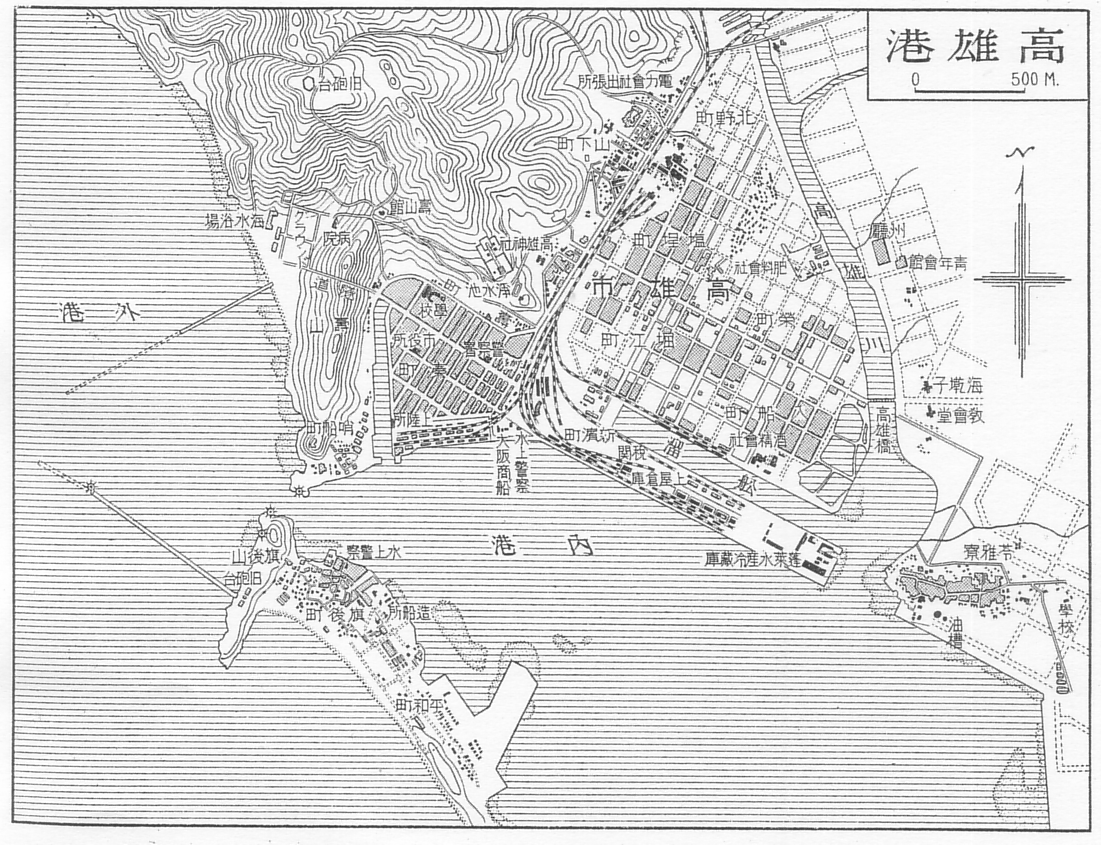
1930年左右的高雄地圖，可見當時的高雄市各町。

平和町（へいわちょう）は、日本統治時代の台湾の高雄市の行政区画。一丁目から五丁目までで構成された。旗後町の南、緑町の北に位置した。おおよそ現在の旗津区慈愛里の全域と、中華里、実践里、復興里の北部が相当する。
1933年当時、平和町の人口は3,745人であり、うち内地人（日本本土出身）は1,291人であった。

## 町内施設
- 高雄第一公学校→平和国民学校（現在の高雄市旗津区旗津国民小学）